# Midway (comté de Washington, Pennsylvanie)
Pour les articles homonymes, voir Midway.
Midway est un borough situé au nord du comté de Washington, en Pennsylvanie, aux États-Unis,. En 2010, il comptait une population de 913 habitants, estimée au 1er juillet 2020 à 918 habitants. Le borough est incorporé le 9 février 1903.

## Démographie
Lors du recensement de 2010, le borough comptait une population de 913 habitants. Elle est estimée, en 2020, à 918 habitants.